# ميادة بدر
ميادة بدر طاهية سعودية، مثّلت بلادها في عدد من المناسبات الدولية. عينها وزير الثقافة السعودي الأمير بدر بن عبد الله في 12 فبراير 2020 رئيسا تنفيذيا لهيئة فنون الطهي التي تعد واحدة من 11 هيئة ثقافية أطلقتها الوزارة لإدارة القطاعات المكوّنة للمشهد الثقافي السعودي.

## الحياة العلمية
حصلت على دبلوم عال في فنون الطهي والحلويات عام 2009 من مدرسة لو كوردون بلو باريس، وبكالوريوس في إدارة التصميم عام 2005 من كلية بارسونز للتصميم في الولايات المتحدة الأمريكية. كما تلقت تدريبات تحت إشراف طهاة دوليين.

## الحياة العملية
عملت مشرفة إعلامية لشركة ستار كوم ميديا فيست في عامي 2010 و2011، ومثلت السعودية في مناسبات دولية.

## الجوائز والتكريم
- في العام 2024 حازت على وسام الاستحقاق الوطني برتبة فارس باسم رئيس الجمهورية الفرنسية لقاء لجهودها الاستثنائية في مجال فن الطهي.[5]